# Stanley Cohen (biokemičar)
Stanley Cohen (Brooklyn, New York, 17. studenog, 1922. – Nashville, Tennessee, 5. veljače 2020.), američki biokemičar koji je 1986.g. zajedno s Ritom Levi-Montalcini dobio Nobelovu nagradu za fiziologiju ili medicinu za otkriće čimbenika rasta (engl. growth factors - GF).
Njihovo otkriće bilo je od temeljne važnosti za shvaćanje mehanizama koji upravljaju rastom stanica i organa. Njihovo otkriće čimbenika rasta živaca (engl. nerve growth factor - NGF) i epidermalnog čimbenika rasta (engl. epidermal growth factor - EGF) pokazalo je kako su regulirani rast i diferencijacija stanica. 
NGF i EGF su bili prve od mnogih signalnih tvari koje reguliraju rast, a koje su kasnije zahvaljujući ovom otkriću, otkrivene i opisane.

## Vanjske poveznice
- Nobelova nagrada - autobiografija (engl.)